# Никел-кадмиев акумулатор
Никел-кадмиевият акумулатор (Ni-Cd или NiCd) е вторичен химичен източник на ток, в който катодът е от никелов хидроксид (Ni(OH)2) с графитен прах (около 5 – 8 %), електролитът е калиев хидроксид (KOH) с плътност 1,19 – 1,21 с добавка на  литиев хидроксид LiOH (за образуване на литиеви никелати и за увеличаване на капацитета с 21 – 25 %), анодът е кадмиев хидроксид (Cd(OH)2) или метален кадмий (Cd) (във вид на прах).
ЕДС на никел-кадмиевия акумулатор е около 1,37 V, специфичната енергия – от порядъка на 45 – 65 W·h/kg. В зависимост от конструкцията, режима на работа (продължителни или къси разреждания) и чистота на използваните материали, срокът на експлоатация възлиза на 100 до 900 цикъла заряд-разряд. Съвременните (ламелни) промишлени никел-кадмиеви батареи могат да служат до 20 – 25 години. Никел-кадмиевите акумулатори (NiCd), наред с никел-натриевохлоридните акумулатори, могат да се съхраняват разредени, за разлика от никел-металохидридните (NiMH) и литий-йонните акумулатори (Li-ion), които трябва да се съхраняват заредени.
Херметизираните Ni-Cd клетки доскоро са широко използвани в преносими електрически инструменти, фотографско оборудване, фенерчета, аварийно осветление, радиоуправляеми хоби модели и преносими електронни устройства. Напоследък обаче превъзходният капацитет на никел-металохидридните батерии и по-ниската им цена до голяма степен изместват използването на Ni-Cd. Освен това въздействието върху околната среда вследствие изхвърлянето на токсичния метален кадмий допринася значително за намаляването на употребата им. В Европейския съюз никел-кадмиевите акумулатори вече могат да се доставят само за замяна или за определени типове ново оборудване, например, медицински устройства. Никел-кадмиеви акумулатори за преносими електроинструменти са забранени в ЕС от 2016 г.

## История на изобретяването
През 1899 г. шведът Валдмар Юнгнер (Waldmar Jungner) създава никел-кадмиев акумулатор, в който като положителен електрод се използва никел, а като отрицателен – кадмий. Две години по-късно Томас Едисън предлага алтернативна конструкция, заменяйки кадмия с желязо. Вследствие високата (в сравнение със сухите или оловно-киселинните акумулатори) стойност, практическото използване на никел-кадмиевите и никел-железните акумулатори тогава е ограничено.
След изобретяването през 1932 г. от Шлехт (Shlecht) и Акерман (Ackermann) на пресован анод са направени много усъвършенствания, което позволява по-голям ток на натоварване и повишена дълготрайност. Добре известният днес херметичен никел-кадмиев акумулатор става достъпен едва след като Нюман (Neumann) изобретява напълно херметичен елемент през 1947 г.

## Забрана на територията на ЕС
През 2006 г. Съветът на министрите на ЕС приема т.нар. „батерийна директива“ (2006/66/EC) за намаляване на техническата употреба на кадмий. В зависимост от одобрението на парламента на ЕС се предвижда държавите членки да забранят пускането на пазара на никел-кадмиеви батерии чрез национални закони в рамките на две години. По искане на някои държави-членки, включително на Германия, акумулаторните електрически инструменти първоначално са освободени от забраната, тъй като „няма гаранция, че в момента има еквивалентни заместители на батерии за електрически инструменти“. Това освобождаване следва да бъде преразгледано четири години след влизането в сила на директивата, с възможно удължаване на забраната за кадмий. Вижте също RoHS.
Понастоящем в рамките на Европейския съюз батериите Ni-Cd вече могат да се доставят само за подмяна или за някои видове ново оборудване, като например медицински изделия.
Употребата в ЕС на никел-кадмиеви батерии за акумулаторни електрически инструменти е забранена окончателно от 2016 г.